# Dragan Marceta
Dragan Marceta (* 3. März 2000 in Dornbirn) ist ein österreichischer Fußballspieler.

## Karriere
Marceta begann seine Karriere beim SC Austria Lustenau. 2014 kam er in die AKA Vorarlberg, in der er bis 2018 alle Altersstufen durchlief.
Im Jänner 2018 kehrte er zu seinem Stammklub Austria Lustenau zurück. Dort debütierte er zunächst im März 2018 für die Amateure in der Vorarlbergliga, als er am 16. Spieltag der Saison 2017/18 gegen den FC Egg in der Startelf stand.
Im April 2018 stand er gegen den FC Liefering schließlich auch erstmals im Kader der Profis. Sein Debüt in der zweiten Liga gab er im Mai 2018, als er am 34. Spieltag jener Saison gegen den FC Blau-Weiß Linz in der 86. Minute für Willian Rodrigues eingewechselt wurde.
Im Juli 2019 wurde er an den Ligakonkurrenten SK Vorwärts Steyr verliehen. Während der Leihe kam er zu 26 Zweitligaeinsätzen für die Oberösterreicher. Zur Saison 2020/21 kehrte er dann wieder nach Lustenau zurück, wo er sich jedoch nicht durchsetzen konnte. Am Ende der Saison 2021/22 stieg er mit den Vorarlbergern in die Bundesliga auf, in der Aufstiegssaison kam er zu sechs Zweitligaeinsätzen.
Nach dem Aufstieg wechselte er zur Saison 2022/23 zurück zum Zweitligisten Steyr, bei dem er einen bis Juni 2024 laufenden Vertrag erhielt. Für Steyr absolvierte in seinem zweiten Engagement 27 Zweitligapartien, mit den Oberösterreichern stieg er zu Saisonende aber aus der 2. Liga ab. Daraufhin wechselte er zur Saison 2023/24 zum Zweitligisten FC Dornbirn 1913. Für Dornbirn absolvierte er 29 Zweitligaspiele, ehe dem Klub nach der Saison 2023/24 die Zweitligazulassung entzogen wurde.
Daraufhin wechselte Marceta zur Saison 2024/25 zum Zweitligisten SV Horn. Für Horn kam er zu 17 Einsätzen in der 2. Liga, aus der er mit dem Team aber zu Saisonende abstieg. Zur Saison 2025/26 wechselte er anschließend zu Zweitligist Schwarz-Weiß Bregenz, wo er einen bis 2027 laufenden Vertrag erhielt.